# Ladislav Kudláček
Ladislav Kudláček (16. srpna 1932 Přelouč – 20. prosince 1999 Pardubice) byl český chemik, v letech 1991 až 1997 rektor Univerzity Pardubice (do roku 1994 VŠCHT v Pardubicích).

## Život
Narodil se v srpnu 1932 v Přelouči. Po maturitě začal studovat na tehdy nově vzniklé Vysoké škole chemicko-technologické v Pardubicích, kterou v roce 1954 absolvoval jako jeden z vůbec prvních studentů, když se stal inženýrem v oboru chemická technologie textilu a vláken. V roce 1965 se stal kandidátem technických věd. Komunistický režim mu až do sametové revoluce v dalším akademickém postupu aktivně bránil a Kudláček se tak habilitoval až v roce 1990 a pouhý rok poté se stal také profesorem.
V roce 1991 byl Kudláček zvolen rektorem své alma mater. V roce 1994 funkci obhájil i pro další tříleté funkční období, které poté vypršelo v roce 1997, kdy jej ve funkci nahradil Oldřich Pytela. V roce 1994 stál jako rektor VŠCHT v Pardubicích u jejího přejmenování na Univerzitu Pardubice. Rok po konci ve funkci rektora odešel Kudláček do důchodu. V roce 1993 získal cenu města Pardubice.